# Liste des députés de l'Ardèche

## Assemblée législative (1791-1792)
- François-Joseph Gamon
- Claude-André Fressenel
- Hector de Soubeyran de Saint-Prix
- Jean-François Bastide
- Joseph Benoît Dalmas
- Jean-Baptiste Vacher
- Nicolas Dereboul

## Convention nationale(1792-1795)
- François-Joseph Gamon
- Claude Gleizal
- François-Antoine de Boissy d'Anglas
- François-Clément Privat de Garilhe
- Hector de Soubeyran de Saint-Prix
- Jean-Joseph Thoulouze
- Simon Joseph Coren-Fustier
- François-Jérôme Riffard Saint-Martin

## Conseil des Cinq-Cents(1795-1799)
- François-Joseph Gamon
- Claude Gleizal
- Jean Henri Rouchon de Bellidentes
- François-Clément Privat de Garilhe
- Claude-André Fressenel
- Louis Guyardin
- François-Antoine de Boissy d'Anglas
- Hector de Soubeyran de Saint-Prix
- Noël-Joseph Madier de Montjau
- Jean-Paul Delichères
- Pierre-Marie Bollioud

## Corps législatif(1800-1814)
- Claude-André Fressenel
- Antoine Jacques de Guyon de Geis de Pampelonne
- Joseph Benoît Dalmas
- Joseph Duclaux
- François-Jérôme Riffard Saint-Martin
- Pierre-Marie Bollioud

## Chambre des députés des départements (1reRestauration)
Pas de député répertorié

## Chambre des représentants (Cent-Jours)
- Gabriel Suchet
- François-Joseph Gamon
- Jacques-Étienne Perrier
- Isaac-Étienne Peyrot
- Jean-Marie Desfrançais de Lolme

## Chambre des députés des départements (2eRestauration)

### Irelégislature(1815–1816)
- Eugène Jacques Joseph Innocent de Vogüé
- Hercule Bouvier de Cachard
- René Ladreit de La Charrière
- Jean Henri Rouchon de Bellidentes

### IIelégislature(1816-1823)
- Eugène Jacques Joseph Innocent de Vogüé
- Louis Balthazar Dubay
- René Ladreit de La Charrière
- Jean Henri Rouchon de Bellidentes
- Jean-Baptiste Pimpie de Granoux

### IIIelégislature(1824-1827)
- Eugène Jacques Joseph Innocent de Vogüé
- Louis Balthazar Dubay
- Jean-Baptiste Pimpie de Granoux

### IVelégislature(1828-1830)
- Jean-Gabriel de Boissy d'Anglas
- Alexandre Pierres de Bernis
- Louis Balthazar Dubay
- Louis de Cassaignoles
- Jean-Baptiste Pimpie de Granoux

### Velégislature(23 juin 1830-28 juillet 1830)
- Philippe Charles de Blou
- Jean-Gabriel de Boissy d'Anglas
- Alexandre Pierres de Bernis

## Chambre des députés (Monarchie de Juillet)

### IreLégislature(1830-1831)
- Jean-Gabriel de Boissy d'Anglas
- Alexandre Pierres de Bernis
- Auguste de Bernardy
- Louis de Cassaignoles

### IIeLégislature(1831-1834)
- Louis Félix Dubois démissionne en 1832, remplacé par Jean André Champanhet
- Joseph-Paulin Madier de Montjau
- Jean-Gabriel de Boissy d'Anglas
- Jean André Tavernier

### IIIeLégislature(1834-1837)
- Joseph-Paulin Madier de Montjau
- Jean André Champanhet
- Jean-Gabriel de Boissy d'Anglas
- Jean André Tavernier

### IVeLégislature(1837-1839)
- Joachim Rampon
- Jean André Champanhet
- Jean-Gabriel de Boissy d'Anglas
- Jean André Tavernier

### VeLégislature(1839-1842)
- Joachim Rampon
- Pierre Henri Mathieu
- Jean-Gabriel de Boissy d'Anglas
- Jean André Tavernier

### VIeLégislature(1842-1846)
- Pierre Henri Mathieu
- Jean André Champanhet
- Jean-Gabriel de Boissy d'Anglas
- Jean André Tavernier

### VIIeLégislature(17/08/1846-24/02/1848)
- Félix Imbaud de La Rivoire de La Tourrette
- Pierre Henri Mathieu
- Jean André Champanhet
- Jean-Gabriel de Boissy d'Anglas

## IIeRépublique
Élections au suffrage universel masculin à partir de 1848

### Assemblée nationale constituante (1848-1849)
- Léon-François Sibour
- Pierre Marcellin Rouveure
- Rémy Chazallon
- Isidore Valladier
- Auguste Champanhet
- Jean Royol
- Paul Mathieu Laurent
- François Dautheville
- Pierre Henri Mathieu

### Assemblée nationale législative (1849-1851)
- Grégoire Chabert
- Pierre Marcellin Rouveure démissionne en 1850, remplacé par Félix Imbaud de La Rivoire de La Tourrette
- Georges Louis Vasseur
- Auguste Gleizal (1804-1880)
- Simon Combier
- Auguste Champanhet
- Paul Mathieu Laurent
- Jean-Jacques Vacheresse

## Second Empire

### Irelégislature(1852-1857)
- Charles de Fages
- Jean-Henri Chevreau décédé en 1854, remplacé par François Dautheville
- Jean-Gabriel de Boissy d'Anglas

### IIelégislature(1857-1863)
- Charles de Fages
- François Dautheville
- Jean-Gabriel de Boissy d'Anglas

### IIIelégislature(1863-1869)
- Charles de Fages
- Jean-Gabriel de Boissy d'Anglas décédé en 1864, remplacé par Félix Imbaud de La Rivoire de La Tourrette
- François Dautheville

### IVelégislature(1869-1870)
- Charles de Fages
- Félix Imbaud de La Rivoire de La Tourrette
- François Dautheville

## Troisième République

### Assemblée nationale (1871 - 1876)
- Charles-André Seignobos, Centre gauche
- Léonce Destremx, Centre gauche
- Charles Louis Combier, Union des droites
- Amand Chaurand, Extrême droite
- Louis Auguste Broët, Centre droit
- Adrien Tailhand, Union des droites
- Pierre Marcellin Rouveure, Centre gauche
- Joachim Rampon, Centre gauche

### Ire législature (1876 - 1877)
- Ernest Blachère
- Arthur Chalamet
- Charles-André Seignobos
- Léonce Destremx
- Pierre Marcellin Rouveure
- Auguste Gleizal (1804-1880)

### IIe législature (1877 - 1881)
- François Boissy d'Anglas
- Auguste Gleizal (1804-1880) décédé en 1880, remplacé par Victor Pradal
- Jean-François Lauriol invalidé en 1878, remplacé par Joseph Vaschalde
- Ernest Blachère
- Arthur Chalamet
- Charles-André Seignobos

### IIIe législature (1881 - 1885)
- François Boissy d'Anglas
- Victor Pradal
- Arthur Chalamet élu sénateur en 1883, remplacé par Édouard Fougeirol
- Joseph Vaschalde
- Ernest Blachère
- Oscar Soubeyran de Saint-Prix
- Louis Vielfaure

### IVe législature (1885 - 1889)
La liste de droite, victorieuse en 1885 est invalidée dans son ensemble. Aux élections partielles de 1886, c'est la liste de gauche qui l'emporte en entier
- Ernest Blachère invalidé en 1885
- Ernest Morin-Latour invalidé en 1885
- Hervé Pierres de Bernis invalidé en 1885
- Auguste de Montgolfier invalidé en 1885
- Henri Chevreau invalidé en 1885
- Louis Clovis Vernet invalidé en 1885

- François Boissy d'Anglas en 1886
- Édouard Fougeirol en 1886
- Jean-Marie Clauzel en 1886
- Oscar Soubeyran de Saint-Prix en 1886
- Henri-Charles-Louis Deguilhem de 1886 à 1888 remplacé par Joseph Beaussier
- Louis Vielfaure en 1886

### Ve législature (1889 - 1893)
- Privas-1 : Édouard Fougeirol  Républicain
- Privas-2 : Jean-Marie Clauzel, Républicain
- Tournon-1 : Ernest Morin-Latour, Droite, invalidé en 1890, remplacé par Charles-André Seignobos, Républicain, décédé en 1892, remplacé par Louis Gallix, Républicain
- Largentière : Ernest Blachère, Droite
- Tournon-2 : Auguste de Montgolfier, Droite

Source : journal Le Temps du 24 septembre et du 8 octobre 1889 sur Gallica,.

### VIe législature (1893 - 1898)
- Tournon-1 :Marc Sauzet, Républicain
- Tournon-2 : Eugène-Melchior de Vogüé, Républicain Libéral
- Privas-1 : Édouard Fougeirol, Républicain, élu sénateur en 1896, remplacé par Jean Isaac Perrin,  Républicain radical
- Privas-2 : Charles Dindeau, Républicain
- Largentière : Jean Odilon-Barrot, Républicain

Source : journal Le Temps du 22 août et du 5 septembre 1893 sur Gallica,.

### VIIe législature (1898 - 1902)
- Privas-2 : Placide Astier, Radical socialiste
- Tournon-1 : Marc Sauzet, Républicain, démissionne en 1899,  remplacé par Hyacinthe de Gailhard-Bancel, Action Libérale
- Privas-1 : Jean Isaac Perrin, Républicain
- Tournon-2 : Jules Roche, Républicain
- Largentière : Jean Odilon-Barrot, Républicain

Source : journal Le Temps du 10 mai et du 24 mai 1898 sur Gallica,.

### VIIIe législature (1902 - 1906)
- Privas-1 : Jean Isaac Perrin, Républicain ministériel,  décédé en 1904, remplacé par François Albert-Le-Roy, Républicain (Gauche radicale),  décédé en 1905, remplacé par Élisée Bourely, Radical Socialiste
- Privas-2 : Placide Astier, Radical Socialiste
- Tournon-1 : Hyacinthe de Gailhard-Bancel, Conservateur
- Largentière : Jules Duclaux-Monteil, Conservateur
- Tournon-2 : Jules Roche, Républicain

Source : journal Le Temps du 29 avril et du 13 mai 1902 sur Gallica,.

### IXe législature (1906 - 1910)
- Privas-1 : Élisée Bourely, Radical Socialiste
- Privas-2 : Placide Astier, Radical Socialiste
- Tournon-1 : Hyacinthe de Gailhard-Bancel, Conservateur
- Largentière : Jules Duclaux-Monteil, Conservateur
- Tournon-1 : Jules Roche, Libéral

Sources : Journal Le Temps du 6 et du 22 mai 1906 sur Gallica - ,.

### Xe législature (1910 - 1914)
- Privas-2 : Placide Astier, Radical socialiste, élu sénateur en 1910, remplacé par Félix Chalamel, Gauche démocratique, élu le 12 février 1911
- Privas-1 : Élisée Bourely, Radical socialiste
- Tournon-1 : Marc Sauzet, Gauche radicale, décédé le 7 février 1912 remplacé par Hyacinthe de Gailhard-Bancel, Action libérale, élu le 17 mars 1912
- Largentière : Jules Duclaux-Monteil, Républicain progressiste
- Tournon-2 : Jules Roche, Républicain progressiste

Sources : Journal Le Temps du 24 avril et du 8 mai 1910 sur Gallica - ,.

### XIe législature (1914 - 1919)
- Privas-2 : Paul Champetier, Radical socialiste
- Privas-1 : Élisée Bourely, Radical socialiste
- Tournon-1 : Hyacinthe de Gailhard-Bancel, Action libérale
- Largentière : Jules Duclaux-Monteil, Fédération républicaine (Droite)
- Tournon-2 : Jules Roche, Fédération républicaine (Droite)

Sources : Journal Le Temps du 28 avril et du 12 mai 1914 sur Gallica - ,.

### XIIe législature (1919 - 1924)
Les élections législatives de 1919 furent organisées au scrutin proportionnel de liste. Elles marquèrent au niveau national la victoire du "Bloc national" de centre-droit.
Liste d'Union républicaine nationale
- Xavier Vallat, Indépendant (Droite)
- Pierre Vallette-Viallard, Entente républicaine démocratique
- Hyacinthe de Gailhard-Bancel, Indépendant (Droite)
- Jules Duclaux-Monteil, Entente républicaine démocratique

Liste d'union et de concentration républicaine
- Louis Antériou, Républicain socialiste

Source : Barodet, sur le site de l'Assemblée Nationale - https://bibnum.sciencespo.fr/s/catalogue/ark:/46513/sc16m2kz#?c=&m=&s=&cv=

### XIIIe législature (1924 - 1928)
Les élections législatives de 1924 furent organisées au scrutin proportionnel de liste. Elles marquèrent au niveau national national la victoire du "Cartel des gauches".
Liste du Cartel des gauches
- Louis Antériou, Républicain socialiste, conseiller général, maire de La Voulte-sur-Rhône
- Marcel-François Astier, Gauche radicale, conseiller général, maire de Soyons
- Sully Eldin, SFIO, Vice-Président du conseil général

Liste d'Union nationale, républicaine et sociale
- Jules Duclaux-Monteil, Union républicaine démocratique, conseiller général du canton de Burzet, maire des Vans

Source : Barodet sur le site de l'Assemblée Nationale - https://bibnum.sciencespo.fr/s/catalogue/ark:/46513/sc16m1m0#?c=&m=&s=&cv=

### XIVe législature (1928 - 1932)
Les élections législatives furent au scrutin d'arrondissement majoritaire à deux tours de 1928 à 1936.
- Tournon-2 : Xavier Vallat, Indépendant (Droite)
- Privas-1 : Louis Antériou, Républicain socialiste, décédé le 5 mars 1931, remplacé par Léonce Salles, SFIO, élu le 19 avril 1931
- Tournon-1 : Pierre Vallette-Viallard, Union républicaine démocratique
- Privas-2 : Edmond Largier, Gauche radicale
- Largentière : Jules Duclaux-Monteil, Union républicaine démocratique, élu sénateur en 1930, remplacé par René Boissin, Union républicaine démocratique, élu le 4 mai 1930

Source : Élections législatives 22-29 avril 1928 de Georges Lachapelle - https://gallica.bnf.fr/ark:/12148/bpt6k320439r.texteImage#

### XVe législature (1932 - 1936)
- Tournon-2 : Xavier Vallat, Indépendant (Droite)
- Privas-1 : Léonce Salles, SFIO
- Privas-2 : Édouard Froment, SFIO
- Tournon-1 : Pierre Vallette-Viallard, Fédération républicaine
- Largentière : René Boissin, Fédération républicaine

### XVIe législature (1936 - 1940)
- Tournon-2 : Xavier Vallat, Fédération républicaine
- Largentière : Alphonse Thibon, Fédération républicaine
- Privas-2 : Édouard Froment, SFIO
- Tournon-1 : Pierre Vallette-Viallard, Fédération républicaine
- Privas-1 : Gaston Riou, Radical-socialiste

## Gouvernement Provisoire

### Constituante de 1945
- Joseph Allauzen (Parti républicain de la liberté)
- Édouard Froment (SFIO)
- Paul Ribeyre (CNIP)
- Roger Roucaute (PCF)

### Constituante de 1946
- Bertrand Chautard (MRP)
- Édouard Froment (SFIO)
- Paul Ribeyre (CNIP)
- Roger Roucaute (PCF)

## Quatrième République

### Irelégislature (1946-1951)
- Bertrand Chautard (MRP)
- Édouard Froment (SFIO)
- Paul Ribeyre (CNIP)
- Roger Roucaute (PCF)

### IIelégislature (1951-1956)
- Guy de Montgolfier (CNIP)
- Victor Plantevin (CNIP)
- Paul Ribeyre (CNIP)
- Raoul Tracol (CNIP)

### IIIelégislature (1956-1958)
- Maurice Guichard (Poujadiste) élection invalidée le 18 avril 1956
- Jean Palmero (SFIO) remplace Maurice Guichard le 18 avril 1956
- Victor Plantevin (CNIP)
- Paul Ribeyre (CNIP)
- Roger Roucaute (PCF)

## Cinquième République

### Irelégislature (1958-1962)
| Circonscription     | Identité                                     | Parti | À partir du | Jusqu'au   | Note |
| ------------------- | -------------------------------------------- | ----- | ----------- | ---------- | ---- |
| 1re circonscription | André Chareyre suppléant Prosper Mounier     | CNIP  |             | 09/10/1962 |      |
| 2e circonscription  | Louis Roche-Defrance suppléant René Tourasse | CNIP  |             | 09/10/1962 |      |
| 3e circonscription  | Albert Liogier suppléant Maurice Méjean      | DVD   |             | 06/02/1959 | EA   |
| 3e circonscription  | Albert Liogier                               | DVD   | 12/04/1959  | 9/10/1962  | ELP  |

### IIelégislature (1962-1967)
| Circonscription     | Identité                                         | Parti | À partir du | Jusqu'au   | Note |
| ------------------- | ------------------------------------------------ | ----- | ----------- | ---------- | ---- |
| 1re circonscription | Henri Chaze suppléant Marcel Mazel               | PCF   |             | 02/04/1967 |      |
| 2e circonscription  | Louis Roche-Defrance suppléant Louis-Félix Serve | RI    |             | 02/04/1967 |      |
| 3e circonscription  | Jean Moulin suppléant Roger Champetier           | MRP   |             | 02/04/1967 |      |

### IIIelégislature (1967-1968)
| Circonscription     | Identité                                       | Parti | À partir du | Jusqu'au   | Note |
| ------------------- | ---------------------------------------------- | ----- | ----------- | ---------- | ---- |
| 1re circonscription | Pierre Cornet suppléant Jean Debard            | UD-Ve |             | 30/05/1968 |      |
| 2e circonscription  | Louis Roche-Defrance suppléant Jean de Missolz | CD    |             | 30/05/1968 |      |
| 3e circonscription  | Jean Moulin suppléant Roger Champetier         | CD    |             | 30/05/1968 |      |

### IVelégislature (1968-1973)
| Circonscription     | Identité                                | Parti | À partir du | Jusqu'au   | Note |
| ------------------- | --------------------------------------- | ----- | ----------- | ---------- | ---- |
| 1re circonscription | Pierre Cornet suppléant Régis Fayard    | UDR   |             | 01/04/1973 |      |
| 2e circonscription  | Henri Torre suppléant Pierre Grandcolas | UDR   |             | 01/04/1973 |      |
| 3e circonscription  | Albert Liogier suppléant Jean Roure     | UDR   |             | 01/04/1973 |      |

### Velégislature (1973-1978)
| Circonscription     | Identité                                | Parti | À partir du | Jusqu'au   | Note |
| ------------------- | --------------------------------------- | ----- | ----------- | ---------- | ---- |
| 1re circonscription | Pierre Cornet suppléant Régis Fayard    | UDR   |             | 02/04/1978 |      |
| 2e circonscription  | Henri Torre suppléant Pierre Grandcolas | UDR   |             | 13/05/1973 | Gvt  |
| 2e circonscription  | Pierre Grandcolas                       | UDR   |             | 12/07/1974 | Dem  |
| 2e circonscription  | Henri Torre                             | UDR   |             | 02/04/1978 | ELP  |
| 3e circonscription  | Albert Liogier suppléant Jean Roure     | UDR   |             | 02/04/1978 |      |

### VIelégislature (1978-1981)
| Circonscription     | Identité                               | Parti | À partir du | Jusqu'au   | Note |
| ------------------- | -------------------------------------- | ----- | ----------- | ---------- | ---- |
| 1re circonscription | Pierre Cornet suppléant André Laffont  | UDF   |             | 22/05/1981 |      |
| 2e circonscription  | Henri Torre suppléant Régis Perbet     | UDF   | 03/04/1978  | 28/09/1980 | Snt  |
| 2e circonscription  | Régis Perbet                           | RPR   |             | 22/05/1981 | ELP  |
| 3e circonscription  | Albert Liogier suppléant Camille Vedel | RPR   |             | 22/05/1981 |      |

### VIIelégislature (1981-1986)
| Circonscription     | Identité                                     | Parti | À partir du | Jusqu'au   | Note |
| ------------------- | -------------------------------------------- | ----- | ----------- | ---------- | ---- |
| 1re circonscription | Robert Chapuis suppléant Claude Laréal       | PS    |             | 01/04/1986 |      |
| 2e circonscription  | Régis Perbet suppléant Jean-Pierre Frachisse | RPR   |             | 01/04/1986 |      |
| 3e circonscription  | Jean-Marie Alaize suppléant Yves Serre       | PS    |             | 01/04/1986 |      |

### VIIIelégislature (1986-1988)
- Robert Chapuis (PS)
- Jean-François Michel (UDF)
- Régis Perbet (RPR)

### IXelégislature (1988-1993)
| Circonscription     | Identité                                 | Parti | À partir du | Jusqu'au   | Note |
| ------------------- | ---------------------------------------- | ----- | ----------- | ---------- | ---- |
| 1re circonscription | Robert Chapuis suppléant Claude Laréal   | PS    |             | 28/07/1988 | Gvt  |
| 1re circonscription | Claude Laréal                            | PS    |             | 01/04/1993 |      |
| 2e circonscription  | Régis Perbet suppléant Henri-Jean Arnaud | RPR   |             | 22/06/1992 | Dcs  |
| 2e circonscription  | Henri-Jean Arnaud                        | RPR   |             | 01/04/1993 |      |
| 3e circonscription  | Jean-Marie Alaize suppléant Lucien Auzas | PS    |             | 01/04/1993 |      |

### Xelégislature (1993-1997)
| Circonscription     | Identité                                       | Parti | À partir du | Jusqu'au   | Note |
| ------------------- | ---------------------------------------------- | ----- | ----------- | ---------- | ---- |
| 1re circonscription | Amédée Imbert suppléant Bernard Berger         | UDF   |             | 21/04/1997 |      |
| 2e circonscription  | Henri-Jean Arnaud suppléant Claude Faure       | RPR   |             | 21/04/1997 |      |
| 3e circonscription  | Jean-Marie Roux suppléant Jean-Pierre Constant | RPR   |             | 21/04/1997 |      |

### XIelégislature (1997-2002)
| Circonscription     | Identité                                   | Parti | À partir du | Jusqu'au   | Note |
| ------------------- | ------------------------------------------ | ----- | ----------- | ---------- | ---- |
| 1re circonscription | Pascal Terrasse suppléant Yves Chastan     | PS    |             | 18/06/2002 |      |
| 2e circonscription  | Jacques Dondoux suppléant Jean Pontier     | PRG   |             | 04/07/1997 | Gvt  |
| 2e circonscription  | Jean Pontier                               | PRG   |             | 18/06/2002 |      |
| 3e circonscription  | Stéphane Alaize suppléant Pascal Bonnetain | PS    |             | 18/06/2002 |      |

### XIIelégislature (2002-2007)
| Circonscription     | Identité                                         | Parti        | À partir du | Jusqu'au   | Note |
| ------------------- | ------------------------------------------------ | ------------ | ----------- | ---------- | ---- |
| 1re circonscription | Pascal Terrasse suppléant Hervé Saulignac        | PS           |             | 19/06/2007 |      |
| 2e circonscription  | Gérard Weber suppléant Mathieu Darnaud           | RPR puis UMP |             | 19/06/2007 |      |
| 3e circonscription  | Jean-Claude Flory suppléant Jean-Pierre Gaillard | RPR puis UMP |             | 19/06/2007 |      |

### XIIIelégislature (2007-2012)
| Circonscription     | Identité                                       | Parti | À partir du | Jusqu'au   | Note                                      |
| ------------------- | ---------------------------------------------- | ----- | ----------- | ---------- | ----------------------------------------- |
| 1re circonscription | Pascal Terrasse suppléant Hervé Saulignac      | PS    |             | 19/06/2012 |                                           |
| 2e circonscription  | Olivier Dussopt suppléante Michèle Victory     | PS    |             | 19/06/2012 | Plus jeune député de la XIIIe législature |
| 3e circonscription  | Jean-Claude Flory suppléante Geneviève Laurent | UMP   |             | 19/06/2012 |                                           |

### XIVelégislature (2012-2017)
| Circonscription     | Identité                                   | Parti | À partir du | Jusqu'au     | Note      |
| ------------------- | ------------------------------------------ | ----- | ----------- | ------------ | --------- |
| 1re circonscription | Pascal Terrasse suppléant Hervé Saulignac  | PS    |             | 23 mars 2017 | Démission |
| 2e circonscription  | Olivier Dussopt suppléante Michèle Victory | PS    |             | 20 juin 2017 |           |
| 3e circonscription  | Sabine Buis suppléant Laurent Ughetto      | PS    |             | 20 juin 2017 |           |

### XVe législature (2017 - 2022)
| Circonscription           | Député           | Parti | Parti | Suppléant         | Autre mandat                                 |
| ------------------------- | ---------------- | ----- | ----- | ----------------- | -------------------------------------------- |
| Première circonscription  | Hervé Saulignac  |       | PS    | Olivier Peverelli | Conseiller départemental du canton de Privas |
| Deuxième circonscription  | Olivier Dussopt* |       | PS    | Michèle Victory   |                                              |
| Troisième circonscription | Fabrice Brun     |       | LR    | Brigitte Bauland  | Conseiller régional de Rhône-Alpes           |

* À la suite de sa nomination au gouvernement, Olivier Dussopt est remplacé par sa suppléante Michèle Victory à compter du 25 décembre 2017.

### XVIe législature (2022 - 2024)
| Circonscription           | Député           | Parti | Parti        | Suppléant                | Autre mandat                                 |
| ------------------------- | ---------------- | ----- | ------------ | ------------------------ | -------------------------------------------- |
| Première circonscription  | Hervé Saulignac  |       | PS           | Alexandra Deve Collette  | Conseiller départemental du canton de Privas |
| Deuxième circonscription  | Olivier Dussopt* |       | TdP-Ensemble | Laurence Heydel Grillere | Ministre du Gouvernement Borne               |
| Troisième circonscription | Fabrice Brun     |       | LR           | Brigitte Bauland         | Conseiller régional d'Auvergne-Rhône-Alpes   |

*À la suite de sa nomination au gouvernement, Olivier Dussopt est remplacé par sa suppléante Laurence Heydel Grillere à compter du 23 juillet 2022.

### XVIIe législature (2024 -)
| Circonscription           | Député            | Parti | Parti   | Suppléant                 | Autre mandat                                 |
| ------------------------- | ----------------- | ----- | ------- | ------------------------- | -------------------------------------------- |
| Première circonscription  | Hervé Saulignac   |       | PS      | Françoise Gonnet Tabardel | Conseiller départemental du canton de Privas |
| Deuxième circonscription  | Vincent Trébuchet |       | LR - RN | Thierry Dussud*           |                                              |
| Troisième circonscription | Fabrice Brun      |       | LR      | Brigitte Bauland          | Conseiller régional d'Auvergne-Rhône-Alpes   |

- Thierry Dussud a démissionné de sa fonction de suppléant.